# 捕夢網

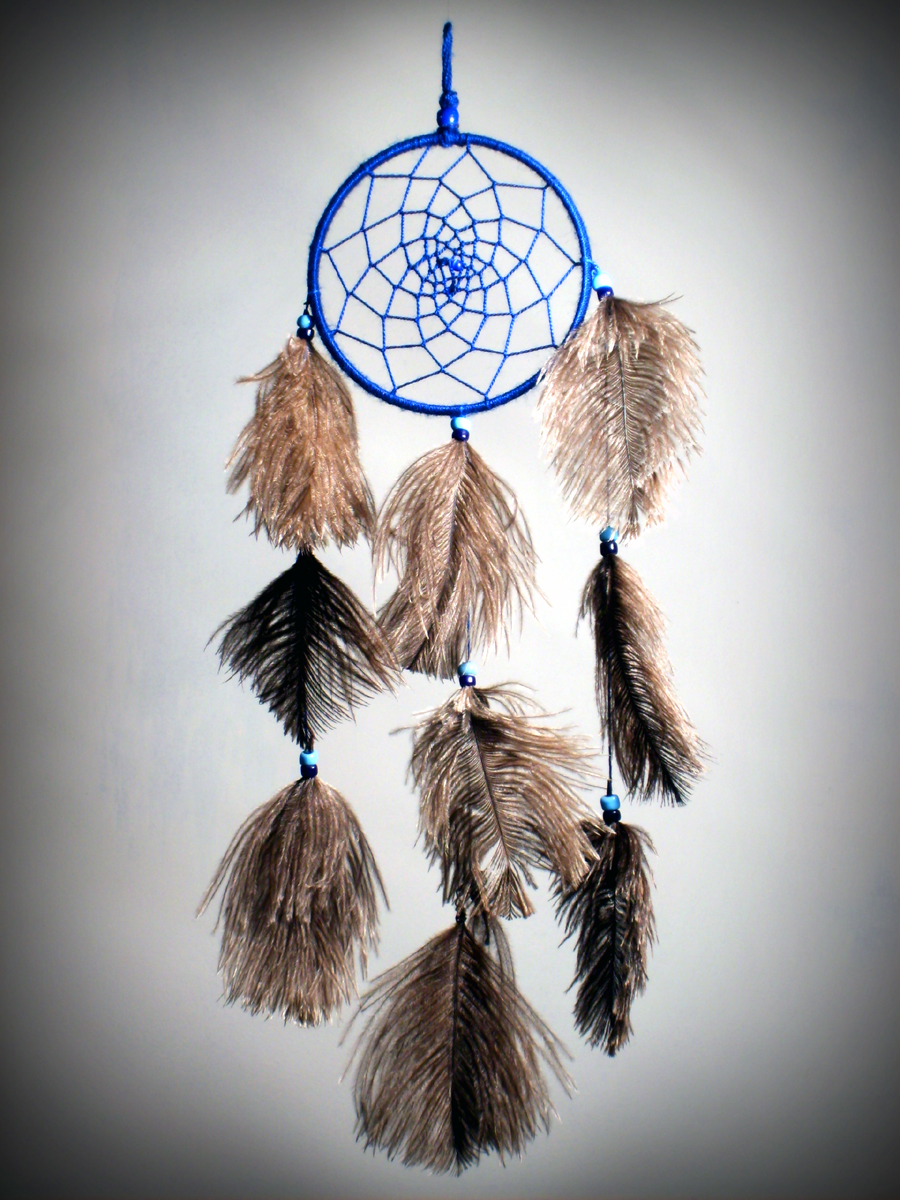
捕夢網

捕夢網，或 夢罟（拉科塔語：iháŋbla gmunka；阿尼什納比語：Asabikeshiinh或Bawaajige Nagwaagan；英語：Dreamcatcher）是北美奧吉布瓦族的文化中一種手工藝品，使用柳樹來做框，中間編織著鬆散的網或蜘蛛網，可能搭配羽毛、串珠等裝飾作為點綴。奧吉布瓦人相信在床頭掛上捕夢網能夠讓好夢從線之間的小洞穿過，而將惡夢拒於門外。
後來在美國一些地區也流傳著這個風俗，捕夢網有祈求平安並帶來好運之意義，並可驅除惡夢，讓人美夢入睡。